# Матрица единиц
В математике, матрица единиц — это матрица, каждый элемент которой равен единице. Примеры: 
{\displaystyle J_{2}={\begin{pmatrix}1&1\\1&1\end{pmatrix}};\quad J_{3}={\begin{pmatrix}1&1&1\\1&1&1\\1&1&1\end{pmatrix}};\quad J_{2,5}={\begin{pmatrix}1&1&1&1&1\\1&1&1&1&1\end{pmatrix}}.\quad }

## Свойства
Для квадратной n×n-матрицы единиц J верны следующие утверждения:
- След матрицы J равен n, а определитель  равен 1 при n=1, и 0 во всех остальных случаях.
- Ранг матрицы J равен 1.
- У матрицы J только два собственных значения: n (некратное)  и 0 (кратности n-1).
- {\displaystyle J^{k}=n^{k-1}J,{\mbox{ for }}k=1,2,\ldots .}
- Матрица {\displaystyle {\tfrac {1}{n}}J} является идемпотентной.
- Экспонента от матрицы единиц представляется в виде: {\displaystyle \exp(J)=I+{\frac {e^{n}-1}{n}}J.}
- J является единичным элементом относительно произведения Адамара.